# Загнанных лошадей пристреливают, не правда ли?
«За́гнанных лошаде́й пристре́ливают, не пра́вда ли?» (англ. They Shoot Horses, Don’t They?) — американский психологический драматический фильм 1969 года режиссёра Сидни Поллака по сценарию Роберта Е. Томпсона и Джеймса По. Литературной основой фильма послужил одноимённый роман Хораса Маккоя 1935 года. В главных ролях снялись Джейн Фонда, Майкл Сарразин, Сюзанна Йорк, Гиг Янг, Бонни Беделиа и Рэд Баттонс. В фильме рассказывается о группе людей, отчаянно пытающихся победить в танцевальном марафоне во времена Великой депрессии в США.
Фильм вышел в прокат в США 10 декабря 1969 года. Он получил высокие оценки критиков и собрал в прокате 12,6 млн долларов при бюджете 4,86 млн долларов, заняв 17-е место в списке самых кассовых фильмов 1969 года. Рецензенты высоко оценили режиссуру, сценарий, изображение эпохи депрессии и игру актёров (особенно Фонды, Йорк и Янга).
Фильм получил девять номинаций на 42-й церемонии вручения премии «Оскар», в том числе «Лучший режиссёр», «Лучшая актриса» (Фонда), «Лучшая актриса второго плана» (Йорк), «Лучший адаптированный сценарий»; Янг одержал победу в категории «Лучший актёр второго плана». По состоянию на 2022 год фильм является рекордсменом по количеству номинаций на премию «Оскар», который при этом не выдвигался как «Лучший фильм».

## Сюжет

Майкл Сарразин в роли Роберта и Джейн Фонда в роли Глории

Роберт Сайвертон, который когда-то мечтал стать великим кинорежиссёром, вспоминает череду событий, приведших его на скамью подсудимых. В детстве он увидел, как лошадь сломала ногу, после чего старик с ружьём застрелил её, избавляя от страданий. В 1932 году, во времена Великой депрессии, Роберт забредает на танцевальный марафон, который вот-вот должен начаться в обшарпанном бальном зале «Ла Моника», расположенном на пирсе Санта-Моники (Калифорния) на берегу Тихого океана. Вскоре промоутер и ведущий конкурса Рокки вербует Роберта в качестве пары для Глории Битти, прежнего партнёра которой дисквалифицировали на стадии отбора из-за бронхита. В конкурсе участвует много людей, среди которых отставной моряк Гарри Клайн, молодая супружеская пара — сельхозрабочий Джеймс и его беременная жена Руби, начинающие актёры Элис и Джоэл, которые надеются, что их заметят агенты Голливуда и предложат работу.
Победителям танцевального марафона обещают приз в 1 500 долларов. Согласно правилам, конкурсанты должны танцевать парами круглые сутки. Победит пара, оставшаяся на паркете дольше всех. Отдыхать разрешается в течение десяти минут через каждые два часа. Организаторы кормят участников семь раз в сутки. Иногда пары на фоне общего унылого топтания демонстрируют сольные номера ради бросаемых зрителями мелких монет в знак поощрения.
В начале марафона слабые пары быстро выбывают, а Рокки на потеху публике насмехается над недостатками сильных участников. На танцполе работают врачи-шарлатаны, скрывающие серьёзный физический и психический ущерб, наносимый участникам. У Элис пропадает одно из платьев (впоследствии Роберт узнает, что Рокки сам украл его, чтобы создать интригу для развлечения зрителей), а Глория недовольна тем, что Элис получает знаки внимание от Роберта. В отместку она берет в партнеры Джоэла, но когда тот получает предложение о съёмках в вестерне и покидает конкурс, она становится партнершей Гарри.
Во время марафона для развлечения зрителей Рокки устраивает серию забегов, в которых участникам лишь надо в течение десяти минут двигаться по периметру танцевальной площадки, но три последних пары выбывают из дальнейшей борьбы за приз. Во время одного из забегов у Гарри происходит сердечный приступ, но Глория тащит моряка на спине и пересекает финишную черту. Когда становится ясно, что Гарри мёртв, Рокки уверяет зрителей, что тот всего лишь пострадал от теплового удара, и толпа болеет за него, пока медики уносят труп с танцпола. У Элис начинается истерика. Испытывая отвращение от физического контакта с телом Гарри, она принимает душ, не снимая одежды. Поняв, что Элис не в состоянии участвовать в марафоне, Рокки исключает её из конкурса. Оставшись без партнеров, Роберт и Глория снова объединяются в пару.
Рокки предлагает Глории и Роберту сыграть прямо на танцполе фиктивную свадьбу, ведь этот рекламный трюк гарантирует им много подарков от спонсоров, таких, как миссис Лайдон — богатой женщины, которая одаривала пару на протяжении всего конкурса. Последующая продажа свадебных подарков может принести им дополнительных пару сотен долларов. Глория гордо отказывается: она ещё уверена в своей победе и надеется, что в конце получит намного больше без подобного фарса. Рокки раскрывает ей секрет: перед выплатой приза победителям будут предъявлены счета за питание, медицинское обслуживание и другие расходы, которые поглотят в итоге весь выигрыш. Поняв, что дальнейшее участие бесполезно, Глория покидает соревнование. Уставшие и морально опустошённые Глория и Роберт беседуют на пристани. Глория, не видящая смысла жить дальше, пытается застрелиться, но не может нажать на спусковой крючок. В отчаянии она просит сделать это Роберта, и он убивает её. На вопрос полицейского о мотиве своего поступка Роберт отвечает: «Загнанных лошадей пристреливают, не правда ли?». Тем временем в марафоне, который длится уже 1491 час, продолжают участвовать несколько оставшихся пар.

## В ролях
- Джейн Фонда — Глория Битти
- Майкл Сарразин[англ.] — Роберт Сайвертон
- Сюзанна Йорк — Элис Лебланк
- Гиг Янг — Рокки Граво
- Бонни Беделиа — Руби Бейтс
- Рэд Баттонс — Гарри Клайн (моряк)
- Майкл Конрад[англ.] — Ролло
- Брюс Дерн — Джеймс Бейтс
- Роберт Филдс[англ.] — Джоэл Жирард
- Эллин Энн Маклери[англ.] — Ширл
- Мадж Кеннеди — миссис Лайдон

## Съёмки и критика
В автобиографии Джейн Фонда писала, что сначала её не заинтересовало участие в съёмках фильма, сценарий которого ей не понравился. Однако по настоянию её мужа, режиссёра Роже Вадима (который ещё в 1953 году написал для Брижит Бардо сценарий по этому роману), она встретилась с Сидни Поллаком и согласилась сыграть роль Глории. Вместе с Баттонсом они решили вжиться в роль, пробуя танцевать до изнеможения. Однако, по словам Фонды, через два дня у неё начались галлюцинации.
По словам режиссёра,[уточнить] первым приобрёл право на экранизацию Чарльз Чаплин. Затем ещё четырнадцать режиссёров в разное время пытались экранизировать повесть, но продюсеры боялись, что сюжет слишком мрачен, и не давали денег. По его мнению: «…семидесятые годы очень напоминают тридцатые, даже покроем одежды. Моральная атмосфера сегодняшней американской жизни та же: неуверенность, беспокойство, истерия, надлом». Поллак считал, что Гиг Янг не подходит на роль Рокки, склоняясь к выбору другого актёра — Лайонела Стэндера.
После выхода картина получила хорошие отзывы критиков. Отмечалась игра Фонды, для которой это была первая серьёзная роль после участия в таких фильмах как «Барбарелла». Когда ей сообщили, что она завоевала приз кинокритиков Нью-Йорка как самая лучшая актриса за роль Глории, она сказала, что фильм был «очень резким осуждением капиталистической системы». Для 35-летнего Поллака, который выступил продюсером, фильм также стал значительным достижением в карьере.
Режиссёр был известен тем, что предпочитал снимать фильмы в широком формате, и при съёмках он настоял на широкоформатной съёмке, несмотря на то, что в основном действие происходило в помещении, объясняя это следующим образом: «Если бы я снял „Лошадей“ в обычном кадре, вы бы увидели только двух танцующих людей и ничего более, не осознав, что вокруг них творится безумие».
Поллак специально для фильма научился кататься на роликах и цеплял камеру для скайдайвинга на шлем, чтобы снять некоторые эпизоды с танцем, потому что в те времена ещё не существовало технологии Steadicam.
Фильм считается первой голливудской картиной, показанной советским телевидением.

## Награды и номинации
- Премия «Оскар» за лучшую мужскую роль второго плана (Гиг Янг)
- Семь номинаций на «Оскар»: лучшая актриса (Джейн Фонда), лучшая актриса второго плана (Сюзанна Йорк), сценарий-экранизация (Джеймс По, Роберт И.Томпсон), художник-постановщик (Гарри Хорнер), монтаж (Фредрик Стайнкэмп), музыка (Джон Грин), художник по костюмам.
- Премия «Золотой глобус» за лучшую мужскую роль второго плана (Гиг Янг) и пять номинаций.
- Премия «BAFTA» за лучшую женскую роль второго плана (Сюзанна Йорк) и пять номинаций.

### на английском языке
- Meyer, Janet L. (2008). Sydney Pollack: A Critical Filmography. McFarland & Company, 248 pages. ISBN 978-0-7864-3752-8.